# 回盲弁
回盲弁（かいもうべん、英語：ileocecal valve）は、回腸と盲腸の境界にある弁。バウヒン弁ともいう。回腸末端が結腸に入り込んだ形で、上唇と下唇を区別する。
胃の幽門部などと違い括約筋で閉じているわけではなく完全な弁を形成しており（わずかだが括約筋があるとする文献もある）、結腸からの内容物の逆流を防いでいる。